# Кшепув (станция)
Кшепув (пол. Krzepów) — пассажирская и грузовая железнодорожная станция в городе Глогув (расположена в дзельнице Кшепув), в Нижнесилезском воеводстве Польши. Имеет 1 платформу и 2 пути.
Станция на железнодорожной линии Вроцлав-Главный — Щецин-Главный, построена в 1871 году, когда эта территория была в составе Германской империи.